# UFO Princess Walküre
UFO Princess Walküre (jap. 円盤皇女ワるきゅーレ, Yūfō Purinsesu Warukyūre, dt. „Kaiserliche Scheibenprinzessin Walküre“) ist eine Mangaserie der Zeichnergruppe Kaishaku, die von 2002 bis 2007 in Japan erschien. Er wurde mehrfach als Anime-Fernsehserie und Original Video Animation adaptiert und ist in die Genres Science-Fiction, Comedy, Magical Girl und Harem einzuordnen. Die westlichen Veröffentlichungen erhielten den Titel UFO Ultramaiden Valkyrie.

## Inhalt
Walküre, Prinzessin vom Planeten Valhalla, stürzt mit ihrem Raumschiff auf der Erde ab und zerstört dabei das Badehaus (sentō) von Kazuto Tokino. Der hat dieses gerade von seinem Großvater übernommen und will es – entgegen dem Willen der Eltern – weiterführen, hat dabei jedoch wenig Glück. Nun ist das Haus vom Absturz zerstört, wie er selbst auch. Doch Walküre rettet ihm das Leben, indem sie ihm einen Teil ihrer Seele abgibt. Nur mit einer halben Seele wird sie wieder zum Kind, sodass sich nun Kazuto und seine Freunde um sie kümmern müssen, während sie das Badehaus wieder aufbauen und einen Weg suchen, Walküre zu ihrem alten Körper zu verhelfen. Da die Prinzessin während dessen gesucht wird, stürzen bald weitere Raumschiffe in der Nachbarschaft ab und die Gruppe derer, die sich um Walküre kümmern, wird größer.

## Veröffentlichung
Die Serie erschien von 2002 bis 2007 im Magazin Monthly Shōnen Gangan des Verlags Square Enix. Dieser brachte die Kapitel auch in 11 Sammelbänden heraus. Eine vierbändige Ausgabe erschien bei Media Factory. 

## Anime-Adaptionen
Beim Studio TNK entstand bereits 2002 eine erste Anime-Adaption des Mangas für das japanische Fernsehen. Die Umsetzung geschah unter der Regie von Shigeru Ueda nach dem Konzept von Ryōe Tsukimura, der auch die Drehbücher schrieb. Nur das Drehbuch der vierten Folge wurde von Yōji Enokido geschrieben. Das Charakterdesign stammt von Maki Fujii und die künstlerische Leitung lag bei Emi Suzuki. Die 12 je 24 Minuten langen Folgen wurde vom 4. Juli bis 19. September 2002 von Kids Station in Japan gezeigt. ADV Films lizenzierte den Anime für eine englische Synchronfassung, die auf DVD erschien und bei The Anime Network per Streaming veröffentlicht wurde. Auch eine spanische Übersetzung wurde im Fernsehen gezeigt.
Eine erste Original Video Animation zum Franchise erschien am 23. August 2003 mit UFO Princess Walküre: Special. Regie führte Tetsuya Yanagisawa. Diese besteht aus einer Zusammenfassung der ersten Staffel sowie einer neuen Folge.
Eine zweite, unter der Regie von Nobuhiro Takagi entstandene Staffel namens UFO Princess Walküre: Jūnigatsu no Yasōkyoku (円盤皇女ワるきゅーレ 十二月の夜想曲, „~: Dezember-Nocturne“) mit ebenfalls 12 Folgen wurde vom 4. Oktober bis 20. Dezember 2003 gezeigt. Die zweite Staffel wurde wie die erste auch auf Englisch und Spanisch verwertet. 
Am 22. Dezember 2004 erschien UFO Princess Walküre: Deluxe, das eine Zusammenfassung der zweiten Staffel darstellt, und mit einem Hörspiel kam. 
Mit UFO Princess Walküre: Seireisetsu no Hanayome (円盤皇女ワるきゅーレ 星霊節の花嫁, dt. „~: Frisch vermählte Braut der Sternengeistmelodie“) erschien zwischen dem 25. Mai und 25. Oktober 2005 eine zweite OVA mit sechs Folgen. Schließlich wurde genau ein Jahr später ein dritter Anime als OVA veröffentlicht: UFO Princess Walküre: Toki to Yume to Ginga no Utage (円盤皇女ワるきゅーレ 時と夢と銀河の宴, dt. „~: Zeit, Träume und galaktische Bankette“) mit zwei Folgen, die unter der Regie von Nobuhiro Takamoto entstanden. Die OVA erschien wie die Fernsehserie auch auf Englisch und Spanisch. 

### Synchronisation
| Rolle               | japanischer Sprecher (Seiyū) |
| ------------------- | ---------------------------- |
| Walküre (jung)      | Hisayo Mochizuki             |
| Walküre (erwachsen) | Megumi Ogata                 |
| Kazuto Tokino       | Kenichi Suzumura             |
| Hydra               | Chinami Nishimura            |
| Sanada-san          | Rie Tanaka                   |
| Akina Nanamura      | Saeko Chiba                  |

### Musik
Die Musik der Serie und der OVA wurde komponiert von Kenji Kawai. Das Vorspannlied der ersten Staffel ist Itoshii Kakera (愛しいかけら), das der zweiten Meguriai (めぐり逢い) von je von Melocure (Ritsuko Okazaki und Megumi Hinata). Für den Abspann verwendete man die Lieder Save (セーブ♥, Sēbu) in der ersten Staffel bzw. Marble (マーブル, Māburu) in der zweiten Staffel ausgenommen der letzten Folge, beide komponiert und getextet von Megumi Hinata, sowie gesungen von Hisayo Mochizuki, Chinami Nishimura, Rie Tanaka und Saeko Chiba. Die letzte Folge der zweiten Staffel nutzte All in All von Melocure.
Die zweite OVA erhielt das Vorspannlied Natsu no Mukōgawa (夏の向こう側) von Megumi Hinata und die Abspanntitel Uchū no Hana (宇宙の花), komponiert und getextet von Joe Rinoie, sowie gesungen von Kikuko Inoue, Mai Kadowaki und Yū Asakawa für die ersten fünf Folgen und Anata no Hanayome ni Naritai (あなたの花嫁になりたい) gesungen von Megumi Ogata unter ihrem Rollennamen für die letzte Folge. Für die dritte OVA wurde One Kiss gesungen von Yūko Sasaki für den Vorspann verwendet und das Lied Sorekara (それから) gesungen von Ken’ichi Suzumura in seiner Rolle für den Abspann.

## Rezeption
Laut Anime Encyclopedia erinnert das Konzept stark an andere Serien, in denen sich ebenfalls vom Himmel gefallene Mädchen um den Protagonisten scharen, so wie in den einige Jahre älteren Tenchi Muyō! und Tetsuwan Birdy.